# Osadné
Osadné é um município da Eslováquia, situado no distrito de Snina, na região de Prešov. Tem 26,52 km² de área e sua população em 2018 foi estimada em 156 habitantes.

## Demografia
| Ano:        | 1994 | 2004    | 2014    | 2024    |
| ----------- | ---- | ------- | ------- | ------- |
| Broj ljudi: | 248  | 214     | 170     | 138     |
| Razlika:    |      | -13,70% | -20,56% | -18,82% |

| Ano:               | 2023 | 2024   |
| ------------------ | ---- | ------ |
| Número de pessoas: | 140  | 138    |
| Diferença:         |      | -1,42% |